# 壕州
壕州，中国辽朝的头下军州，属于上京道。在今辽宁省彰武县。国舅宰相南征，俘掠汉民，安置在辽东西安平县故地。在显州东北二百二十里，西北至上京临潢府七百二十里。六千户。